# Bettina Wiegmann
Bettina Wiegmann, född den 7 oktober 1971 i Euskirchen, Tyskland, är en tysk fotbollsspelare. Vid fotbollsturneringen under OS 2000 i Sydney deltog hon i det tyska lag som tog brons. 